# 2843 Yeti
2843 Yeti eller 1975 XQ är en asteroid i huvudbältet som upptäcktes den 7 december 1975 av den Schweiziska astronomen Paul Wild vid Observatorium Zimmerwald. Den har fått sitt namn efter den mytiska varelsen Yeti.
Asteroiden har en diameter på ungefär 7 kilometer och den tillhör asteroidgruppen Flora.